# Universidade Fernando Pessoa
De Universidade Fernando Pessoa is een particuliere universiteit in de Portugese stad Porto die is gesticht in 1996 en heeft ongeveer 570 docenten en 5000 studenten. De universiteit is vernoemd naar de Portugese dichter Fernando Pessoa. Er zijn drie faculteiten:
- Faculdade de Ciência e Tecnologia (FCT, Faculteit Natuurwetenschappen en Technologie)
- Faculdade de Ciências da Saúde (FCS, Faculteit Gezondheidswetenschappen)
- Faculdade de Ciências Humanas e Sociais (FCHS, Faculteit Sociale Wetenschappen)

De hoofdvestiging van de Universidade Fernando Pessoa is op Pólo II, maar er is ook een dependance in Ponte de Lima.